# 圣樊尚多拉尔格
圣樊尚多拉尔格（法語：Saint-Vincent-d'Olargues，法語發音：[sɛ̃ vɛ̃sɑ̃ dɔlaʁɡ]，意为“奥拉尔格的圣樊尚”）是法国埃罗省的一个市镇，属于贝济耶区。

## 地理
圣樊尚多拉尔格（43°33'38"N, 2°52'45"E）面积15.84 平方千米，位于法国奧克西塔尼大區埃罗省，该省份为法国南部沿海省份，南濒地中海，西南接奥德省，西北接塔恩省和阿韦龙省，东北与加尔省接壤。
与圣樊尚多拉尔格接壤的市镇（或旧市镇、城区）包括：阿古河畔弗赖斯、奥拉尔格、圣艾蒂安-达尔巴尼昂、圣于连。

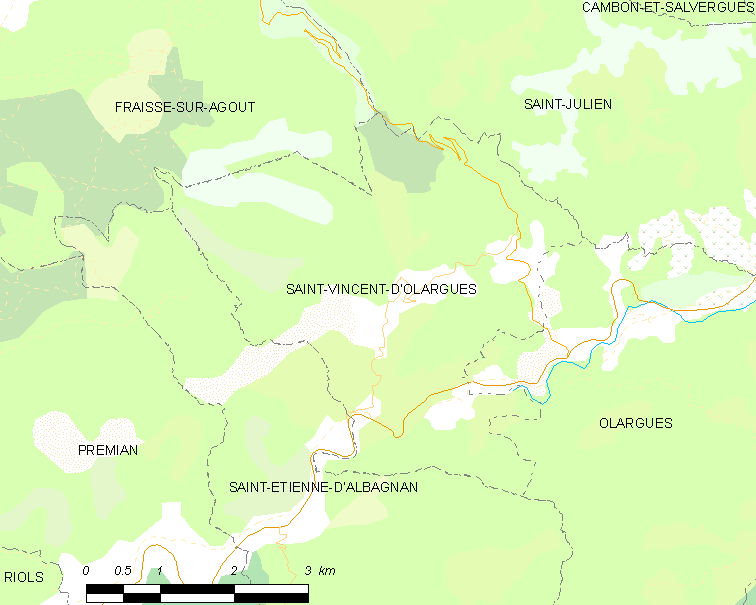
圣樊尚多拉尔格的OSM定位图

圣樊尚多拉尔格的时区为UTC+01:00、UTC+02:00（夏令时）。

## 行政
圣樊尚多拉尔格的邮政编码为34390，INSEE市镇编码为34291。

## 政治
圣樊尚多拉尔格所属的省级选区为圣庞斯德托米耶尔县。

## 人口

1962-2008年间圣樊尚多拉尔格人口变化图示

圣樊尚多拉尔格于2022年1月1日时的人口数量为354人。